# Pedro Cornas
Pedro Cornas, dito "o estudioso" (Espanha, 1893 - ?), foi um "paciente-artista" do Hospital Psiquiátrico do Juqueri que se destacou por seus desenhos de motivos geométricos.

## Vida e obra
De origem espanhola, Pedro Cornas trabalhou no Brasil como gravador antes de ser diagnosticado como portador de esquizofrenia. Em 1932, foi internado no Hospital Psiquiátrico do Juqueri, em Franco da Rocha, e posto aos cuidados do doutor Osório Cesar.
Cornas integrou a oficina de pintura do Hospital do Juqueri, produzindo um grande número de desenhos sob uma abordagem estética que, segundo ele, visava "capturar a complexidade dos sistemas cósmico e planetário". Não obstante quaisquer possíveis interpretações, suas obras se destacam pela força plástica e estética, expressa em composições que misturam formas geométricas bem definidas, grafismos e inscrições.
A qualidade do trabalho de Cornas lhe rendeu a indicação para integrar a I Exposição Internacional de Arte Psicopatológica, realizada em Paris em 1950 e organizada pelo psiquiatra francês Robert Volmat.
É difícil estimar a quantidade de desenhos que Pedro Cornas produziu, mas sabe-se que a maior parte de seu trabalho se perdeu. O Museu de Arte de São Paulo conserva doze desenhos a lápis de sua autoria.